# Іриклінська ТЕС
Іриклінська ТЕС — теплова електростанція у Оренбурзькій області Росії.
Станція отримала вісім енергоблоків потужністю по 300 МВт, які стали до ладу в 1970 (два), 1971, 1972 (два), 1974, 1978 та 1979 роках. Кожен з них отримав парову турбіну типу К-300-240, тоді як котельне господарство дещо відрізнялось:
- блоки №1 та №2 мали по два парові котла типу ПК-41-1 продуктивністю по 475 тон пари на годину;
- блоки №3 та №4 отримали по два парові котла типу ТГМП-114 продуктивністю по 475 тон пари на годину;
- в блоках №5 та №6 працюють по одному котлу типу ТГМП-314 продуктивністю по 950 тон пари на годину;
- блоки №7 та №8 використовують по одному котлу типу ТГМП-314 продуктивністю по 1000 тон пари на годину.
В 2016-му провели модернізацію блоку №2 із заміною турбіни на нову типу К-330-240-6МР потужністю 330 МВт. Продуктивність кожного з двох котлів блоку при цьому збільшили до 496 тон пари на годину. 
В 2023-му Ленінградський металічний завод виготовив турбіну типу К-330-23,5-1Р потужністю 330 МВт для модернізації блоку №4. Також планується встановити нові турбіни з показниками по 330 МВт в блоках №3 та №1 в 2026 та 2027 роках.
Станція споруджена з розрахунку на використання природного газу, що надходить по перемичці від системи Бухара – Урал.
Воду для технологічних потреб отримують з водосховища Іриклінської ГЕС на річці Урал. Для подачі та відведення води створена система каналів завдовжки понад 3,5 км. 
Видача продукції відбувається по ЛЕП, що працюють під напругою 500 кВ, 220 кВ та 110 кВ.